# Рубен Севак
Рубен Чилингирјан (јерм. Ռուբէն Հովհաննեսի Չիլինկիրյան; Силиври, 15. фебруар 1885 — Чанкири, 26. август 1915), познат под псеудонимом Рубен Севак (јерм. Ռուբէն Սեւակ) био је истакнути јерменски песник, прозаиста и преводилац са подручја Османског царства с краја XIX и почетка 20. века. По занимању био је лекар.
Рођен је у месту Силиври недалеко од Константинопоља у имућној трговачкој породици. Године 1911. завршио је студије медицине на Универзитету у Лозани (Швајцарска) где је једно време радио као лекар. Године 1914. са породицом се враћа у Константинопољ. Дана 24. априла 1915. ухапшен је са још око 250 истакнутих јерменских интелектуалаца. Страдао је као жртва Геноцида над Јерменима у Османском царству током Првог светског рата. Након непуна 4 месеца проведена у затвору у Сиријској пустињи брутално је убијен 26. августа.